# Rencontres au bout du monde
Pour plus de détails, voir Fiche technique et Distribution.
Rencontres au bout du monde (titre original anglais : Encounters at the End of the World), film sorti en 2007, est un documentaire américain sur l'Antarctique réalisé par Werner Herzog.

## Liminaire
Le film est dédié à Roger Ebert, journaliste et critique cinématographique américain.

## Synopsis
Après avoir vu un film tourné sous la banquise antarctique et bien qu'il se questionne sur des sujets tels que « Pourquoi les fourmis élèvent des pucerons ? » et « Pourquoi les chimpanzés n'apprivoisent-ils pas d'autres animaux ? », Werner Herzog obtient l'autorisation de se rendre dans la base antarctique McMurdo, une base américaine située au sud de l'île de Ross, au bord de la mer du même nom, non pas pour réaliser un énième documentaire sur la vie des manchots, mais bien pour filmer la vie dans cette base avec comme fil conducteur les traces de l'expédition d'Ernest Shackleton. Herzog va à la rencontre de personnes qui vivent et travaillent dans la plus grande base du continent Antarctique et nous présente leur idéalisme, leurs recherches et leurs rêves, à travers de très belles images du continent blanc et sans cacher les menaces écologiques qui menacent cette vaste étendue ainsi que sur le devenir de l'humanité. Certaines scènes sont quelque peu surréalistes, comme celle où le plombier d'origine apache David Pacheco Jr. disserte longuement sur ses mains qui présentent des caractéristiques prouvant qu'il est de lignée royale aztèque, ou encore celle de cette cordée s'exerçant à retrouver son chemin avec un seau sur la tête suivant les directives de Kevin Emery, ou encore le nutritionniste Olav Oftedal, qui, en compagnie d'autres scientifiques, est étendu sur la banquise afin d'écouter les cris des phoques, cris qui ressemblent par ailleurs étrangement à la musique des Pink Floyd. Le plus étonnant du commentaire du film est peut-être le fait que l'un des plus grands drames qui puisse survenir à la base McMurdo est que la machine produisant de la crème glacée soft tombe en panne !

## Fiche technique
- Titre français : Rencontres au bout du monde
- Titre original : Encounters at the End of the World
- Réalisation : Werner Herzog
- Scénario : Werner Herzog
- Directeur de la photographie : Peter Zeitlinger
- Prises de vues sous-marines : Henry Kaiser
- Musique originale : Henry Kaiser et David Lindley
- Pays d'origine : États-Unis
- Format : Couleurs - 1,85:1 - Dolby Digital - 35 mm
- Genre : Documentaire
- Durée : 99 minutes
- Date de sortie : 2007

## Distribution
- David Ainley : le marine
- Samuel S. Bowser : le biologiste cellulaire
- Regina Eisert : la physiologiste
- Kevin Emery : l'instructeur de survie
- Ryan Andrew Evans : le cuisinier de la station McMurdo
- Ashrita Furman : le multiple détenteur de records du monde
- Peter Gorham : le physicien de l'université d'Hawaï
- Werner Herzog : le narrateur
- William Jirsa : la linguiste de la station McMurdo
- Karen Joyce : l'experte en informatique
- Doug MacAyeal : le glaciologue de la station McMurdo
- William McIntosh[2] : un volcanologue
- Olav T. Oftedal : le nutritionniste
- Clive Oppenheimer : un volcanologue
- David R. Pacheco Jr. : le plombier de la station McMurdo
- Stefan Pashov : le cariste et philosophe
- Jan Pawlowski : le zoologiste
- Scott Rowland : le chauffeur, membre du département transport de la station McMurdo
- Libor Zicha : le mécanicien de la station McMurdo

## Bande musicale
- Planino Stara, Planino Mari de Stefan Dragostinov, chanson populaire bulgare interprétée par The Philip Koutev National Folk Ensemble[3]
- Tsmindao Gmerto Orovela interprété par le groupe choral féminin National Music School de Telavi
- Il est digne en vérité, extrait de Basso Profundo
- Retche Gospod Gospodevi Moyemu, interprété par Alexander Sedov